# Cratere Pamela
Pamela  è un cratere sulla superficie di Venere.